# Мушкало Лука Корнійович
Мушкало Лука Корнійович (30.10.1907 - 8.8.1988) — український радянський вчений, доктор хімічних наук.

## З життєпису
Народився у с. Селище Канівського р-ну (Київської обл.). У 1927 р. вступив на робфак Київського інституту народного господарства. У 1931 р. закінчив Київський технологічний інститут цукрової промисловості. У 1933 р. вступив до аспірантури при кафедрі органічної хімії КДУ ім. Т.Г. Шевченка до проф. С.М.Реформатського, де у 1938 р., під керівництвом проф. І.К. Мацуревича захистив кандидатську дисертацію "Взаимодействие ароматических аминов с гидразодитиодикарбонамидом и другими гидразидами". У 1941 р. пішов добровольцем на фронт, i був на фронті до 1945 року. Брав участь в обороні Сталінграду, командував хім військами Сталінградського та Українського фронтів.  У 1956 р. захистив докт. дисертацію "Конденсация непредельных карбонильных соединений с 1,2-аминомеркаптанами, 1.2-диаминами и тиоамидами кислот". З 1945 р. - доцент, 1957 р. - професор кафедри органічної хімії. У 1961-1971 р. - зав. кафедрою органічної хімії КДУ.
Сфера наукових інтересів. Хімія гетероциклічних сполук, що містять два гетероатоми в циклі (тіазоліни, 1,4- та 1,3-бензотіазини, 1,4- та 1,5-гетеро-азепіни). В ряді праць спростував дані зарубіжних хіміків щодо будови продуктів конденсації 1,2-діамінів з ненасиченими кетонами і галогенкетонами, а також реакції тіоамідів карбонових кислот з моно- й діацетиленкарбоновими кислотами. Він першим показав, що продуктами взаємодії о-фенілендіаміну з окисом мезитилу є похідні 1,5-бензодіазепіну. В останні роки перебування на кафедрі вивчав комплексоутворення основ ціанінових барвників з кислотами Льюіса та солями перехідних металів.
Нагороди. Нагороджений 3 орденами та 11 медалями.
Л.К. Мушкало автор понад 100 наукових праць та 14 авторських свідоцтв, методичного посібника "Вивчення явища ізомерії органічних сполук в курсі хімії середньої школи". ("Радянська школа", Київ 1972 р.).